# معاملة المثليين في ريو دي جانيرو (ولاية)
يتمتع الاشخاص المثليون والمثليات ومزدوجو التوجه الجنسي والمتحولون جنسياً (اختصاراً: مجتمع الميم) في الولاية البرازيلية ريو دي جانيرو بالحقوق القانونية ذاتها التي يتمتع بها غيرهم من المغايرين جنسيا.

## الاعتراف القانوني بالعلاقات المثلية
في 17 أبريل 2013، نشر مكتب العدل العام في ريو دي جانيرو، القاضي فالمير دي أوليفيرا سيلفا، قرارًا قانونيًا يجيز زواج المثليين في الولاية إذا وافق القضاة المحليون. وفقًا للحكم (25/2013)، يجب تسجيل طلب الزوجين من قِبل مسؤولي السجل المدني، الذين يتعين عليه منح 15 يومًا للمقاطعة لتحديد ما إذا كانوا موافقين. إذا لم يوافقوا، لا يمكن أن يستمر الزواج.

## تبني المثليين للأطفال
24 أغسطس 2007 - أذن قاض في مدينة ريو دي جانيرو، ريو دي جانيرو بتبني طفل من قبل زوجتين مثليتين.
في 21 مايو 2009، أذن قاضي في مدينة ريو دي جانيرو، ريو دي جانيرو، بتبني طفلين من قبل زوجتين مثليتين.
في 22 فبراير 2010، أذن قاض في مدينة ريو دي جانيرو، ريو دي جانيرو بتبني طفل من قبل زوجتين مثليتين.